# Локуст Гроув (Оклахома)
Локуст Гроув (енгл. Locust Grove) град је у америчкој савезној држави Оклахома.

## Демографија
По попису из 2010. године број становника је 1.423, што је 57 (4,2%) становника више него 2000. године.
| Група             | 2000.       | 2010.       |
| Белци             | 775 (56,7%) | 712 (50,0%) |
| Афроамериканци    | 0 (0,0%)    | 2 (0,1%)    |
| Азијати           | 3 (0,2%)    | 2 (0,1%)    |
| Хиспаноамериканци | 33 (2,4%)   | 52 (3,7%)   |
| Укупно            | 1.366       | 1.423       |